# Anthology 2
The Beatles Anthology 2  é um CD duplo lançado em março de  1996 com gravações alternativas, algumas raras, outras como ensaios, outras não aproveitadas, executadas pelos integrantes dos Beatles, juntos ou individualmente. Cobre o período que vai de 1965 até 1968. Coincide com o início das sessões das gravações para o álbum Help! e se estende  até as  músicas gravadas nas felizes sessões de fevereiro de 1968, antes de viagem para a Índia. Inclui também a canção  "Real Love" gravada e produzida em 1995 a partir de uma fita demo de John Lennon, tal qual fizeram com  "Free as a Bird, lançada no CD anterior, Anthology 1". Dura 127'54" .

## Produção
A compilação foi produzida por George Martin a quem coube também a direção do projeto. A concepção gráfica e o desenho da capa foi de Klaus Voormann. Os comentários das músicas no encarte ficou a cargo de Mark Lewisohn.

## O Projeto
Este foi o segundo CD da série "Anthology" , que faz uma retrospectiva da carreira do grupo, através de suas gravações em estúdio. Os outros CDs deste projeto foram:
1. Anthology 3 , lançado em  dezembro de 1996.
2. Anthology 1, lançado em novembro de 1995.

## Lista das Faixas
- Todas as faixas assinadas por Lennon/McCartney, exceto onde indicado o contrário.

### Disco um (CD 1)
1. "Real Love" (Lennon)
2. "Yes It Is" (Tomadas 2 e 14)
3. "I'm Down" (Tomada 1)
4. "You've Got to Hide Your Love Away" (Tomadas 1, 2 e 5) [Mono]
5. "If You've Got Trouble" (Tomada 1)
6. "That Means a Lot" (Tomada 1)
7. "Yesterday" (Tomada 1)
8. "It's Only Love" (Tomadas 2 e 3) [Mono]
9. "I Feel Fine" (Ao vivo no Blackpool Night Out)
10. "Ticket to Ride" (Ao vivo no Blackpool Night Out)
11. "Yesterday"  (Ao vivo no Blackpool Night Out)
12. "Help!" (Ao vivo no Blackpool Night Out)
13. "Everybody's Trying To Be My Baby" (Ao vivo no Shea Stadium) (Perkins)
14. "Norwegian Wood" (Tomada 1)
15. "I'm Looking Through You" (Tomada 1)
16. "12-Bar Original" (Tomada 2, editada) (Lennon-McCartney-Harrison-Starr)
17. "Tomorrow Never Knows" (Tomada 1)
18. "Got to Get You into My Life" (Tomada 5) [Mono]
19. "And Your Bird Can Sing" (Tomada 2)
20. "Taxman" (Tomada 11)(Harrison)
21. "Eleanor Rigby" (Só quarteto de cordas)
22. "I'm Only Sleeping" (Ensaio) [Mono]
23. "I'm Only Sleeping" (Tomada 1) [Mono]
24. "Rock and Roll Music" (Ao vivo no Budokan Hall) (Berry)
25. "She's a Woman" (Ao vivo no  Budokan Hall)

### Disco dois (CD 2)
1. "Strawberry Fields Forever" (Demo caseiro)
2. "Strawberry Fields Forever" (Tomada 1)
3. "Strawberry Fields Forever" (Tomada 7, editada)
4. "Penny Lane" (Tomada 9, com sobreposição)
5. "A Day in the Life" (Tomadas 1, 2, 6 e Orquestra)
6. "Good Morning Good Morning" (Tomada 8)
7. "Only a Northern Song" (Tomadas 3 e 12) (Harrison)
8. "Being for the Benefit of Mr. Kite!" (Tomadas 1 e 2)
9. "Being for the Benefit of Mr. Kite!" (Tomada 7, com efeitos)
10. "Lucy in the Sky with Diamonds" (Tomadas 6, 7 e 8)
11. "Within You Without You" (Instrumental) (Harrison)
12. "Sgt. Pepper's Lonely Hearts Club Band (Reprise)" (Tomada 5) [Mono]
13. "You Know My Name (Look Up the Number)"
14. "I Am the Walrus" (Tomada 16)
15. "The Fool On the Hill" (Demo) [Mono]
16. "Your Mother Should Know" (Tomada 27)
17. "The Fool on the Hill" (Tomada 4)
18. "Hello, Goodbye" (Tomada 16)
19. "Lady Madonna" (Tomadas 3 e 4)
20. "Across the Universe" (Tomada 2)

- Turner, Steve. A Hard Day's Write: The Stories Behind Every Beatles' Song, Harper, New York: 1994, ISBN 0-06-095065-X
- Lewisohn, Mark. The Complete Beatles Recording Sessions: The Official Story of the Abbey Road Years, Hamlyn Publishing Group Limited, London: 1988, ISBN 0-600-55798-7